# Wodnik brązowy
Wodnik brązowy (maor. matirakahu) (Cabalus modestus) – gatunek średniej wielkości nielotnego ptaka z rodziny chruścieli (Rallidae). Występował na trzech spośród Wysp Chatham. Wymarł przed nadejściem XX wieku wskutek nadmiernego odłowu przez kolekcjonerów i drapieżnictwa ze strony kotów.

## Taksonomia
Po raz pierwszy gatunek opisał Frederick Wollaston Hutton na łamach „The Ibis” w 1872. Autor nadał nowemu gatunkowi nazwę Rallus modestus. Opis zawierał informacje o wyglądzie i pozyskanych trzech okazach oraz wymiary. Holotyp pochodził z Mangere (Wyspy Chatham). Okazy pozyskał Henry H. Travers – osobnika dorosłego w marcu 1871, samicę i pisklę 5 stycznia 1872 (jednak według etykietki dołączonej do muzealnego okazu pisklęcia, data jego pozyskania to 5 stycznia 1871). Początkowo Travers złapał samo pisklę, które zapłakało, a gdy matka podbiegła, złapał i ją. Według C. Miskelly’ego daty te są błędne, bowiem Travers przebywał na wyspie przez sześć miesięcy, począwszy od października 1863, a potem znów przez sześć miesięcy od lipca 1871; informacje wymagają dalszej weryfikacji.
Obecnie (2021) Międzynarodowy Komitet Ornitologiczny (IOC) umieszcza wodnika brązowego w monotypowym rodzaju Cabalus, podobnie jak wielu innych współczesnych autorów. Rok po opisaniu gatunku przez Huttona ten sam autor wydzielił go do utworzonego dlań rodzaju Cabalus po przeanalizowaniu szkieletu, jaki przygotował doktor F. Knox. Do artykułu była dołączona ilustracja przedstawiająca budowę mostka wodnika brązowego. Niedługo po odkryciu sądzono, że nowo odkryty ptak to młodociany wodnik chathamski (Hypotaenidia dieffenbachii). Hutton rok po opisaniu gatunku przedstawił jednak dowody zaprzeczające tej hipotezie. Na przestrzeni lat gatunek umieszczany bywał w rodzajach Rallus i Gallirallus, jak to np. uczynili autorzy Handbook of Australian, New Zealand & Antarctic Birds (1993) czy IOC we wcześniejszych wersjach swojej listy. Badania Trewicka z 1997, obejmujące analizę zarówno mtDNA, jak i budowy ciała badanych chruścieli, wskazują jednak na konieczność wyodrębniania wodnika brązowego ze względu na jego bardzo odmienną budowę oraz na bliskie pokrewieństwo z wymarłym wodnikiem chathamskim (Hypotaenidia dieffenbachii). IOC uznaje ten gatunek za monotypowy.
Współcześnie znanych jest 26 okazów muzealnych, wszystkie pochodzą z wyspy Mangere. W 1907 roku 15 znajdowało się w posiadaniu Waltera Rothschilda (współcześnie Muzeum Historii Naturalnej w Tring), pozostałe w Muzeum Historii Naturalnej w Londynie (wtedy British Museum), w Liverpoolu i jeden w Cambridge; współcześnie Muzeum Narodowe Nowej Zelandii Te Papa Tongarewa dysponuje dwoma okazami (dorosła samica i pisklę), Otago Museum jednym (dorosła samica).
Wodnik brązowy był wyspecjalizowanym, wyraźnie odrębnym od innych chruścieli ptakiem, bardziej niż chruściel chathamski. Możliwe, że pochodzi z niedawnej kolonizacji wyspy i ewoluował tak, by zająć niszę podobną do kiwi i pozostając w sympatryczności z wodnikami chathamskimi. Przypomina kiwi ubarwieniem, długim dziobem i nogami oraz nocnym trybem życia.

### Nazewnictwo
Nazwa rodzajowa Cabalus prawdopodobnie pochodzi od angielskiego słowa cabal – „tajne stowarzyszenie”. Epitet gatunkowy  modestus z łaciny oznacza nieśmiały, prosty lub skromny. Maorysi i Moriori nazywali te ptaki matirakahu.

## Morfologia i anatomia
Wodnik brązowy był rozmiarów kosa. Długość ciała wynosiła 18–21 cm. Skrzydła trzech samców mają długość 85,5–92 mm, jednej samicy 76 mm; długość ogona trzech samców: 31,5–34 mm, jednej samicy: 29 mm; długość górnej krawędzi dzioba dwóch samców: 38–39 mm, jednej samicy: 35 mm; długość skoku trzech samców: 31,5–35 mm, jednej samicy: 31,5 mm. Masa ciała według Huttona wynosiła około 1,4 uncji, czyli blisko 40 g.

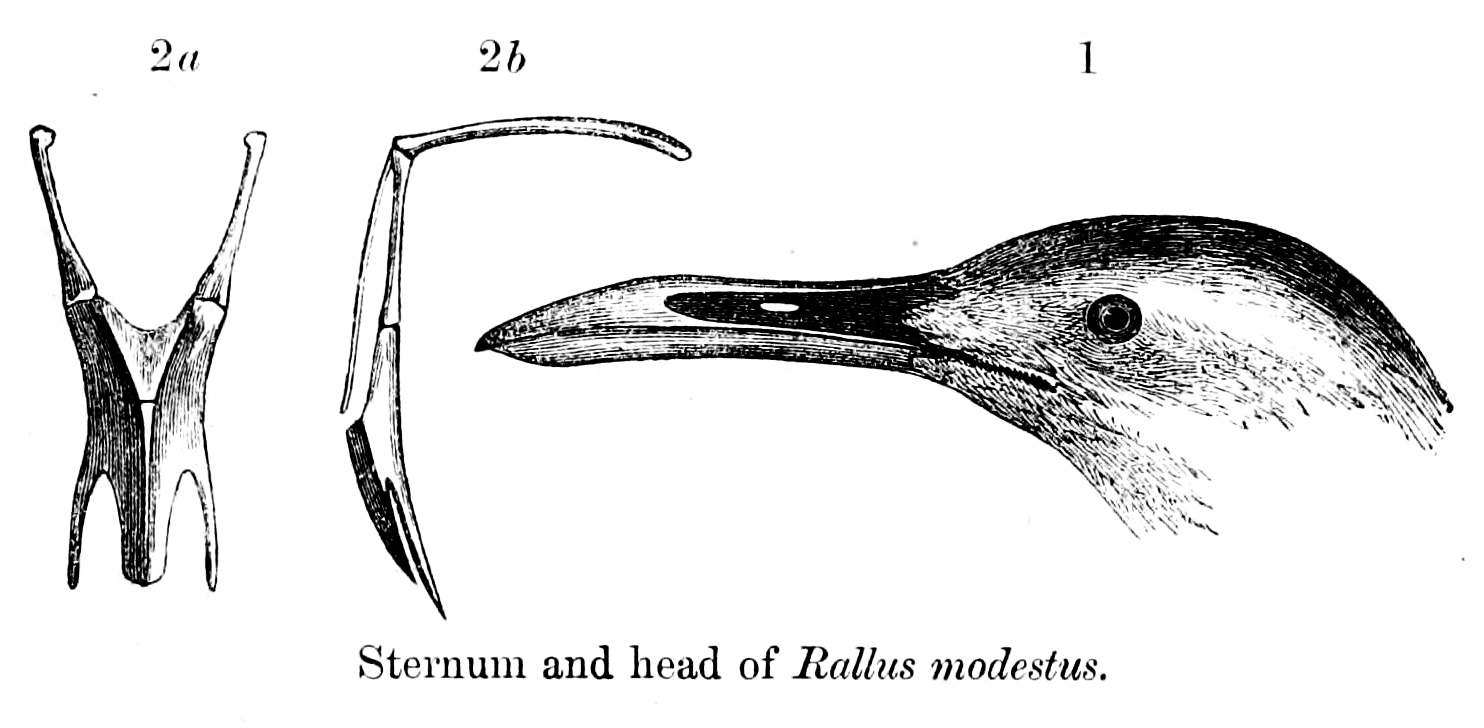
Szczegóły wyglądu mostka i głowy

Skrzydła były zredukowane; w zgięciu skrzydła występował szpon. Pióra wyróżniały się miękkością i puszystością. Większość upierzenia była brązowa. Na pokrywach pierwszorzędowych i dwóch zewnętrznych lotkach I rzędu występuje słabo widoczne płoworóżowe paskowanie. Brązowy kolor piersi przechodzi w szarobrązowy na brzuchu i w okolicach kloaki. Występuje płowożółte paskowanie, najbardziej widoczne po bokach ciała. Pokrywy podogonowe ciemnobrązowe. Pokrywy podskrzydłowe popielate. Sterówki były krótkie i miękkie, przykryte pokrywami. Według Huttona tęczówka, dziób i nogi były jasnobrązowe. Na karteczkach dołączonych do okazów muzealnych brak adnotacji co do koloru tych części ciała; Walter Buller początkowo opisywał je jako jasnobrązowe, później nogi i dziób opisywał jako ciemnobrązowe. Dziób był wąski i zagięty w dół. Nozdrza duże, owalne. Osobniki młodociane miały jednolicie brązowoczarny kolor. Jeden z okazów z MHN w Londynie, samica, wyróżnia się bardziej intensywnymi i gęstszymi paskami na bokach niż okazy męskie.
Wodniki brązowe miały stosunkowo krótkie, ale szerokie mostki, o słabo rozwiniętym grzebieniach. Widełki były niemal szczątkowe. Łopatka tworzyła nieco rozwarty kąt z kością kruczą. Badania szkieletu wskazują na występowanie dymorfizmu u wodników brązowych; może on być przypisany po prostu dymorfizmowi płciowemu.

## Zasięg występowania
Gatunek ten występował na trzech spośród Wysp Chatham: Mangere, Pitt (jedyne współczesne stwierdzenie dotyczy dorosłego i pisklęcia) oraz Chatham; w przypadku dwóch ostatnich wysp znane są szczątki subfosylne. W przypadku ostatniej z wysp nie ma obserwacji żywych ptaków.

## Ekologia i zachowanie

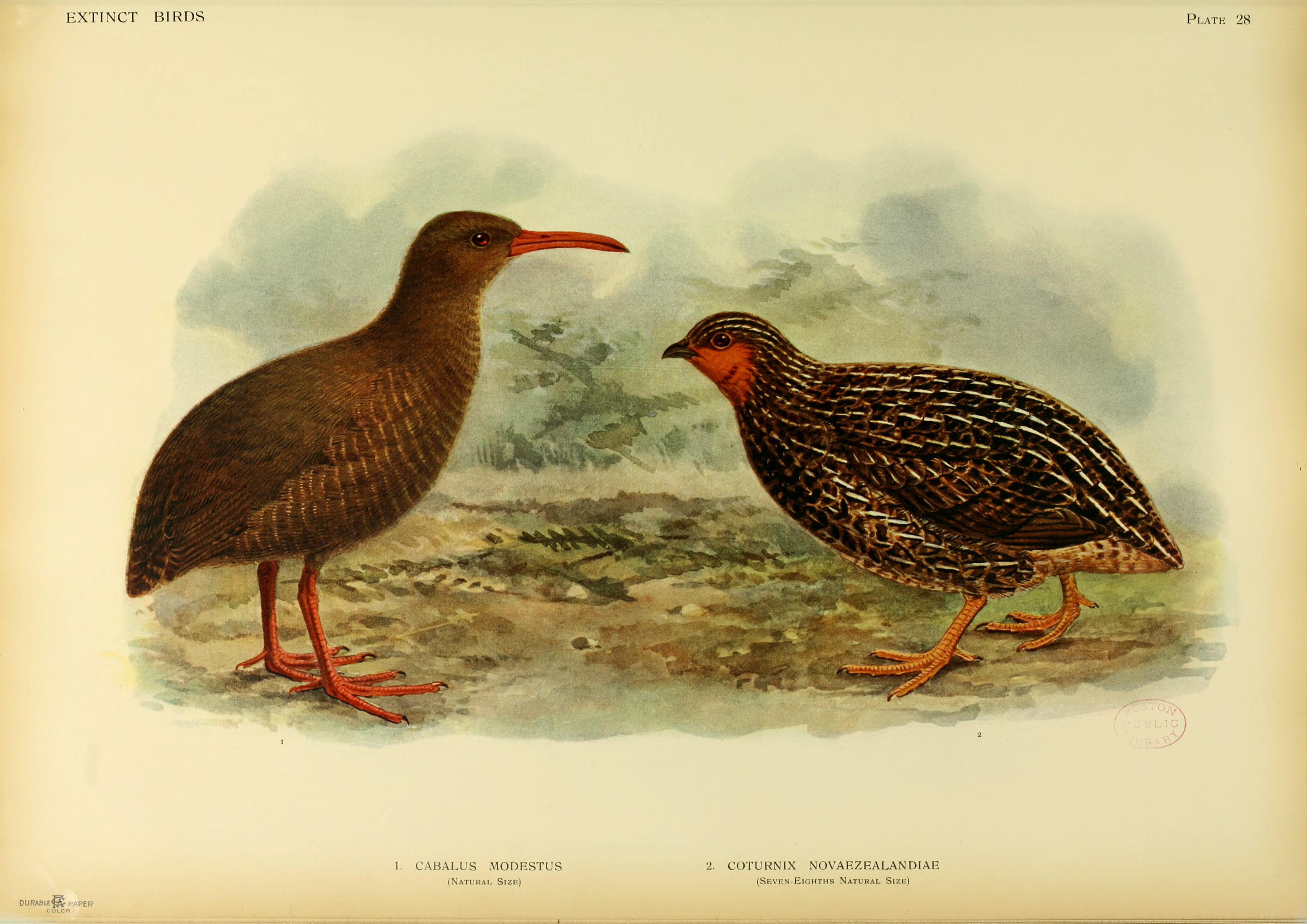
Po lewej wodnik brązowy, po prawej – przepiórka nowozelandzka (Coturnix novaezelandiae)

Środowiskiem życia na Mangare według Huttona były skaliste miejsca. Travers również wspomniał o nieokreślonym bardzo skalistym miejscu;  wodniki brązowe miały chować się wśród kamieni, również na nocny spoczynek. Według autora Rails: A Guide to Rails, Crakes, Gallinules and Coots of the World (2010) ptaki te zamieszkiwały skupiska traw (tussock) i zakrzewienia. Były to ptaki prowadzące nocny tryb życia, nieloty. Żywiły się bezkręgowcami, w tym obunogami (Ampiphoda); w żołądku jednego zbadanego okazu odnaleziono odnóża i pokrywy skrzydłowe chrząszczy. Zważywszy na podobieństwo do kiwi możliwe, że wodniki brązowe były specjalistami sondującymi podłoże w poszukiwaniu bezkręgowców je zamieszkujących.

### Lęgi
Jedno pisklę odłowiono 5 stycznia. Gniazda miały znajdować się w dziurach w ziemi. Jedno jajo w kolekcji Waltera Rothschilda miało według niego wymiary 40 na 21,4 mm, inne – 36,8 na 27,9 mm. Pewne źródło podaje, że znane jest tylko jedno jajo, wskazuje jednak jeszcze inne wymiary (38,5 na 28 mm); skorupka ma mieć barwę niemal białą, pokrywają ją szare i rdzawe plamki. Jego masa miała wynosić szacunkowo 16,5 g. Hutton odnotował, że gdy Travers odłowił pisklę i samicę, na miejscu byli oboje rodzice, samiec jednak uciekł. U pisklęcia na końcu kciuka występował szpon (podobnie jak u dorosłych). Młode po wykluciu chowały się w pustych powalonych pniach drzew.

## Status
IUCN uznaje gatunek za wymarły (EX, Extinct). Wymarcie nastąpiło najprawdopodobniej wskutek drapieżnictwa ze strony szczurów i kotów (wprowadzonych w latach 90. XIX wieku), niszczenie środowiska życia tych ptaków – całe zakrzewienia i tussock zniszczono przed 1900, by zapewnić miejsce na pastwiska dla owiec oraz wygryzanie roślinności przez króliki i kozy. Koty zostały wprowadzone celem kontroli populacji królików. S. L. Olson zasugerował, że wymarcie wynikało z konkurencji z większymi wodnikami chathamskimi (również już wymarłymi), jednak zapis kopalny wskazuje na to, że gatunki te normalnie współwystępowały ze sobą. Ostatni okaz odłowiono między 1895 a 1900.